# Metallothea eucrostes
Metallothea eucrostes är en fjärilsart som beskrevs av Louis Beethoven Prout 1916. Metallothea eucrostes ingår i släktet Metallothea och familjen mätare. Inga underarter finns listade i Catalogue of Life.